# Leonardo Scarselli
Leonardo Scarselli (Florència, Itàlia, 29 d'abril de 1975) va ser un ciclista italià, professional des del 2000 fins al 2010. Un cop retirat s'ha dedicat a la direcció esportiva de diferents equips.

## Palmarès
- 1999
  - 1r al Gran Premi Comune di Cerreto Guidi
  - 1r al Gran Premi de la Indústria del Cuir i de la Pell
  - Vencedor d'una etapa al Baby Giro
- 2002
  - Vencedor de 2 etapes al Tour del Senegal
- 2003
  - 1r al Tour del Senegal

### Resultats al Giro d'Itàlia
- 2000. 107è de la classificació general
- 2001. 120è de la classificació general
- 2004. Abandona (16a etapa)
- 2005. 116è de la classificació general
- 2006. 120è de la classificació general
- 2007. 101è de la classificació general
- 2009. 157è de la classificació general